# Michel Zitron
Michel Zitron (nacido en 29 de junio de 1981) es un cantante, compositor, DJ y productor sueco. Zitron ha escrito canciones como Don't You Worry Child ([Swedish House Mafia]]), Save the World (Swedish House Mafia), Fade Into Darkness (Avicii), Brand New Bitch (Anjulie), Give Me a Call (Pauline), Jennie Let Me Love You (EMD) o If Only You (Danny Saucedo). "If Only You" fue la canción más tocada en la radio sueca en 2008 . 
- Datos: Q6253254